# 내덕초등학교
내덕초등학교는 대한민국 강원특별자치도 영월군 상동읍 내덕리 227-2에 있었던 공립 초등학교이다.

## 연혁
- 1942.10.15. 녹전공립국민학교 부설 내덕간이학교 설립인가
- 1946.10.10. 내덕국민학교로 승격
- 1965.03.01. 영월군 상동읍 내덕리 227-2 위치변경
- 1996.03.01. 내덕초등학교로 개칭
- 2000.03.01. 폐교